# Arnold Lucien Montandon
Pour les articles homonymes, voir Montandon (homonymie).
Arnold Lucien Montandon né le 26 novembre 1852 à Besançon, et mort le 1er mars 1922 à Cernavodă est un entomologiste français ayant exercé en Roumanie. Il a notamment décrit plus de 500 nouvelles espèces ou sous-espèces dans plus de 100 publications scientifiques.

## Biographie
Arnold Lucien Montandon est né à Besançon le 26 novembre 1852, dans une famille horlogère de la région. Il s'installe en Roumanie à partir de 1873, où il devient administrateur des Domaines Royaux à Broşteni et Sinaia. Il s'initie à l'entomologie et à la malacologie, où il pose les balbutiements de ces domaines dans le sud et l'est du pays. Spécialisé dans l'étude des hétéroptères, il décrit plus de 500 nouvelles espèces ou sous-espèces dans plus de 100 publications scientifiques. Membre de nombreuses sociétés savantes, il est correspondant étranger de l'Académie roumaine dès 1905. Assistant de Grigore Antipa de 1896 à 1907, Montandon contribue à l'émergence du musée national d'histoire naturelle de Bucarest. Il est fait chevalier de l'Ordre de l'Étoile de Roumanie par le roi Carol Ier, alors que ses écrits et collections sont exposés jusqu'au musée d'histoire naturelle de Londres.